# Zafarraya
Zafarraya es una localidad y municipio español situado en el extremo occidental de la comarca de Alhama, en la provincia de Granada, comunidad autónoma de Andalucía. Limita con los municipios granadinos de Loja y Alhama de Granada, y con los malagueños de Periana y  Alfarnate.
El municipio zafarrayero comprende los núcleos de población de Zafarraya —capital municipal—, El Almendral, Venta de la Leche y Rincón de los Reinas.

## Historia
Según la mayoría de los historiadores, "Zafarraya" procede del árabe "Faha-al-ra iyya" que significa "campo de pastores", aunque hay quien defiende que se deriva más bien de Saiarraya que puede traducirse por "límite de territorio". 
De cualquier modo, este lugar fue asentamiento de neandertales como demuestran los restos del llamado Hombre de Zafarraya (en la cueva del Boquete de Zafarraya), datados en 30 000 años atrás. Eso fue en el Llano o Polje. En el segundo milenio antes de Cristo se asentó la cultura de El Argar, con poblados en lugares de fácil defensa. Más tarde hubo campamentos fenicios y romanos y a mediados del siglo VIII llegaron los musulmanes, de la mano del príncipe Omeya Abderramán I. Durante siglos fue paso obligado para tropas y caravanas en el camino hacia Vélez, Alhama y Loja. Tras la Reconquista cristiana pasó a depender de Vélez-Málaga y Alhama de Granada inició con ella un larguísimo pleito que duró varios cientos de años y que finalmente lo ganó la ciudad de Vélez-Málaga. 
En 1813 Zafarraya se constituyó como villa independiente y poco después como municipio. Esto provocó graves enfrentamientos con la vecina Alhama de Granada por el aprovechamiento de Júrtiga y la sierra de Loja, que finalmente quedaron en manos de Zafarraya.
Estos conflictos fueron recogidos por la prensa de la época:

he sabido con el mayor dolor que la gente de Alhama, capitaneada por individuos de su Ayuntamiento ha entrado a sangre y fuego en el llano de Zafarraya e incendiado no solo las mieses, parvas carretas y árboles, sino también poniendo fuego a la población llamada Chozas del Almendral, sin perdonar ni la inocencia de los niños, ni las canas de los ancianos, ni la debilidad del bello sexo, ni aun los clamores de los desgraciados enfermos e impedidos que allí perecieron.
El Espectador, agosto de 1821

En 1833, con la ordenación provincial que realizó Javier de Burgos, pasó a formar parte de la provincia de Granada. En el año 1850, la reina Isabel II accedió a segregar la villa a efectos administrativos y de juzgados de Alhama de Granada, quedando así agregada a Loja. En el año 1871 se llegó al primer acuerdo del deslinde del ayuntamiento de Zafarraya con el de Alhama de Granada.
En el día de Navidad 1884 el municipio fue azotado por un grave terremoto que tuvo su epicentro entre las cercanas localidades de Ventas de Zafarraya y Arenas del Rey. Hubo veinticinco muertos y setenta y cinco heridos, derrumbándose el 30 % de los edificios, entre ellos la antigua iglesia de la cual se conservan sus restos. La ciudad se reedificó en un 80 % siguiendo los planos de urbanistas, convirtiendo la localidad en un espacio de calles rectas y ordenadas.

## Geología
El Polje de Zafarraya es una formación geológica con una complexa morfología interna. Pertenece al grupo de estructuras imbricadas formadas por escamas de modo que la depresión formada, se inscribe en la escama de Zafarraya, que está imbricada entre a vertiente sur de las calcáreas jurásicas del vasto domo anticlinal de la Sierra Gorda de Loja y la escama de calcarias jurásicas de la sierra de Alhama. Este poljé está limitado al este por una falla meridiana y está interceptado hacia el sur por unos flyschs que se apoyan en la escama de Alhama. La naturaleza de los materiales kársticos, de edad jurásica, que en su mayor proporción constituyen su base, condicionan el funcionamiento hidrogeológico del acuífero.
El acuífero kárstico del Polje de Zafarraya es una depresión cerrada que forma parte del extenso macizo carbonatado de Sierra Gorda que es el de mayor entidad hidrogeológica. Ocupa un área ovalada de unos 300 km² y está rodeado y sellado en sus bordes por materiales de baja permeabilidad. El polje de Zafarraya, de unas dimensiones de 10 km de longitud por 3,5 km de anchura máxima, está comprendido en una cuenca hidrográfica cerrada de 151 km² de los cuales o 65 % lo forman materiales kársticos carbonatados de Sierra Gorda.
Ofrece un ejemplo claro del papel de la neotectónica; la estructura de escamas es antigua, puesto que un brazo de mar totoniense invadió la depresión y las molasas depositadas se fosilizaron alrededor de los 1200 m elaborando en su prolongación un aplanamiento parcial en las calcáreas jurásicas de Sierra Gorda. Después de la retirada del mar, las molasas sufrieron un importante desmontamiento gracias al encajamiento de una red hidrográfica que debía flanquear la sierra de Alhama por la incisura del Boquete de Zafarraya, situado en la localidad de Ventas de Zafarraya.
Al mismo tiempo, las aguas debieron filtrarse, ejerciendo una corrosión química y una abrasión mecánica, gracias a las áreas que le suministraron las molasas. El desarrollo del endokarst terminó por desviar en su provecho todas las aguas y claramente las del río de la Madre, que atraviesa la depresión de este a oeste.
Estos pozos son llamados el Porteño y del Cortijo Sabanillas. El área de los sumideros de la parte occidental del polje coincide con la zona más baja de tres cuencas fluviales: cuenca del río de la Madre, cuenca del arroyo Hediondo y cuenca sur de pico Montoso.

### Monumentos

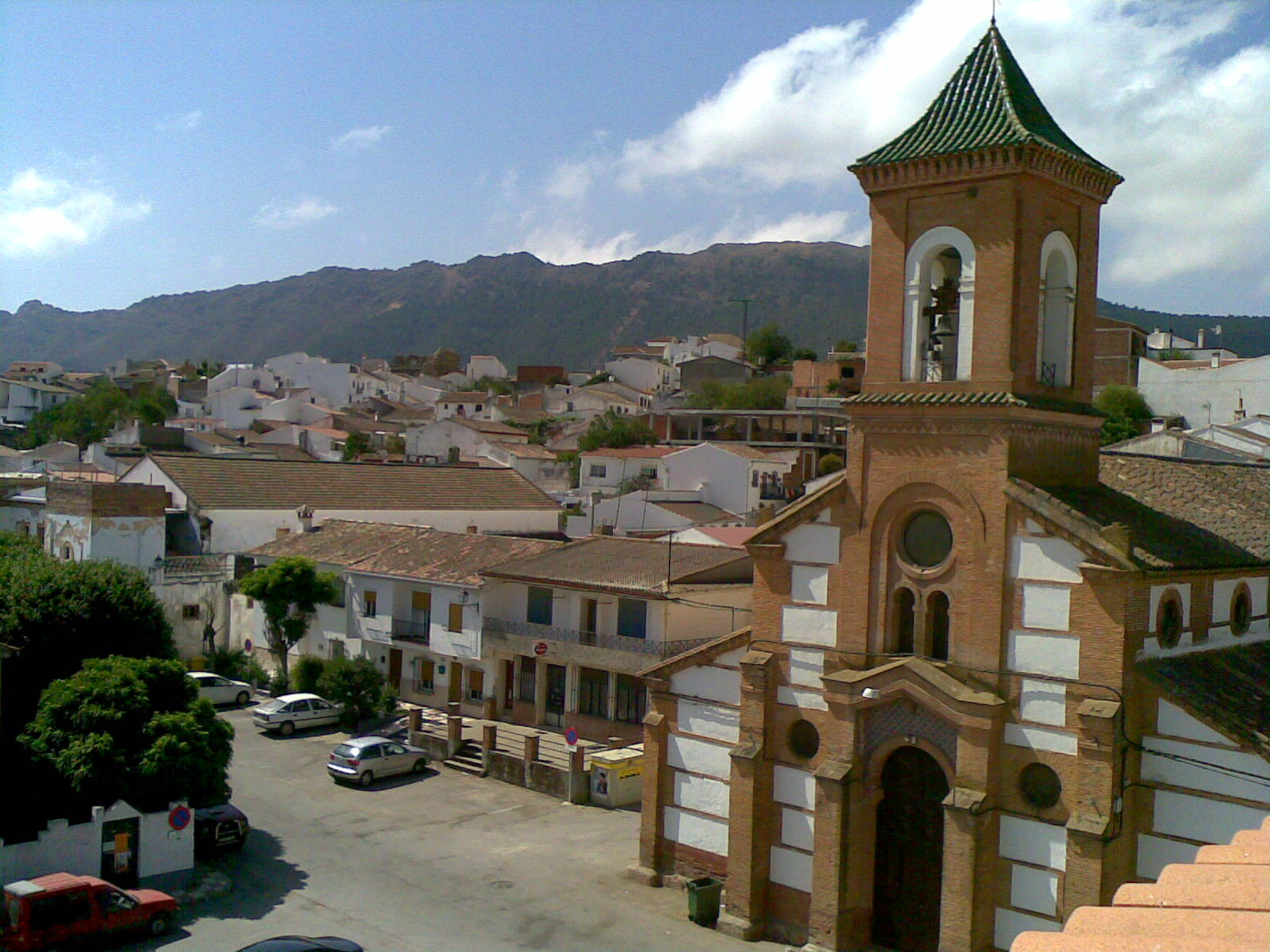
Vista de la iglesia parroquial.